# Luktticka
Luktticka (Gloeophyllum odoratum) är en svampart som först beskrevs av Franz Xaver von Wulfen, och fick sitt nu gällande namn av Imazeki 1943. Luktticka ingår i släktet Gloeophyllum och familjen Gloeophyllaceae.  Arten är reproducerande i Sverige. Inga underarter finns listade i Catalogue of Life.

## Källor

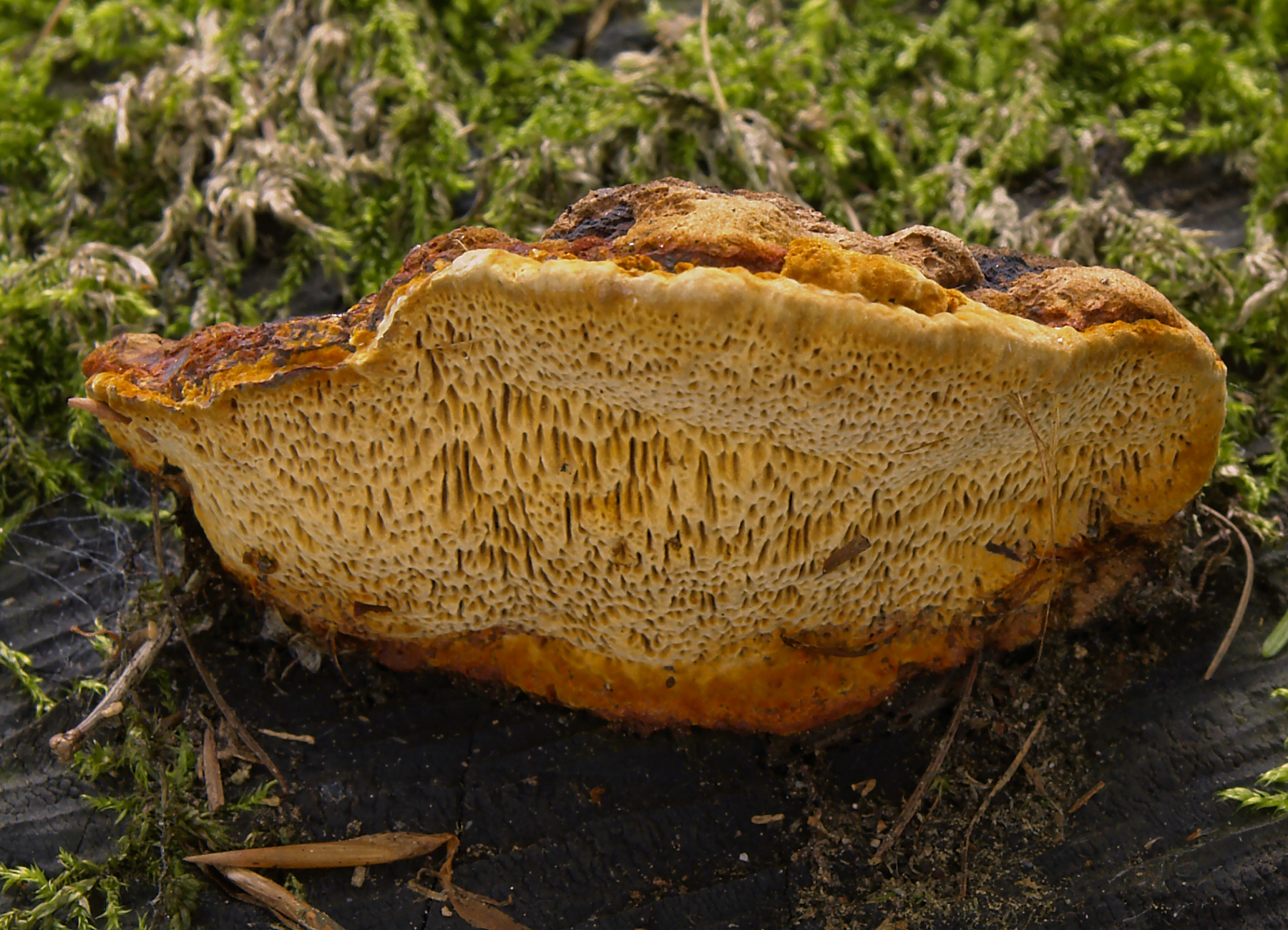
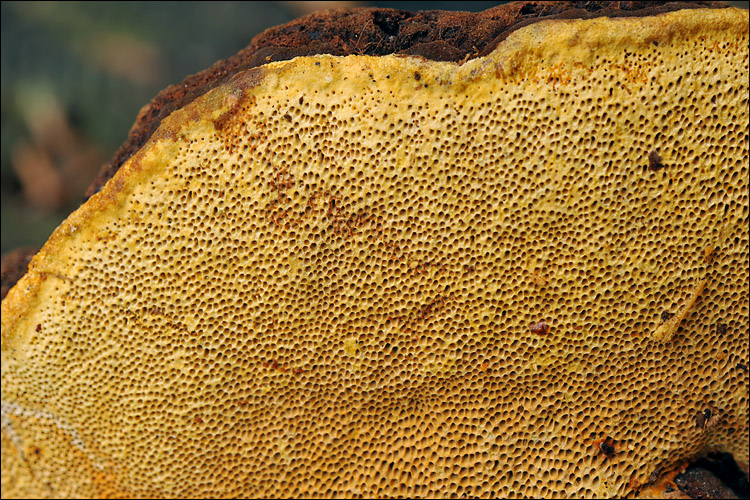
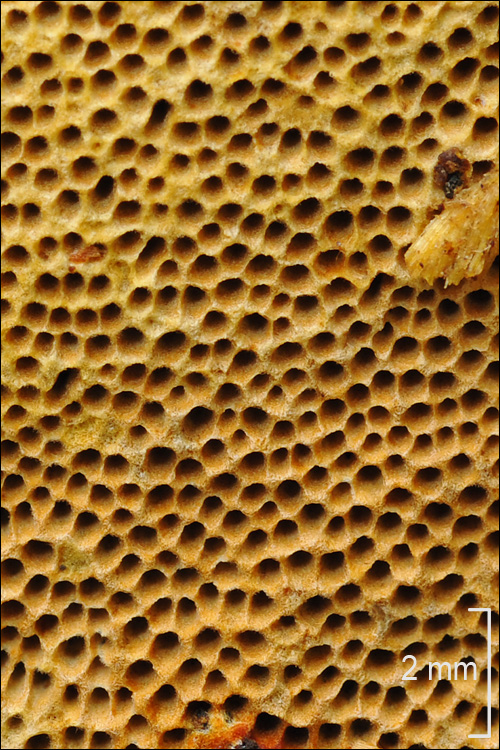
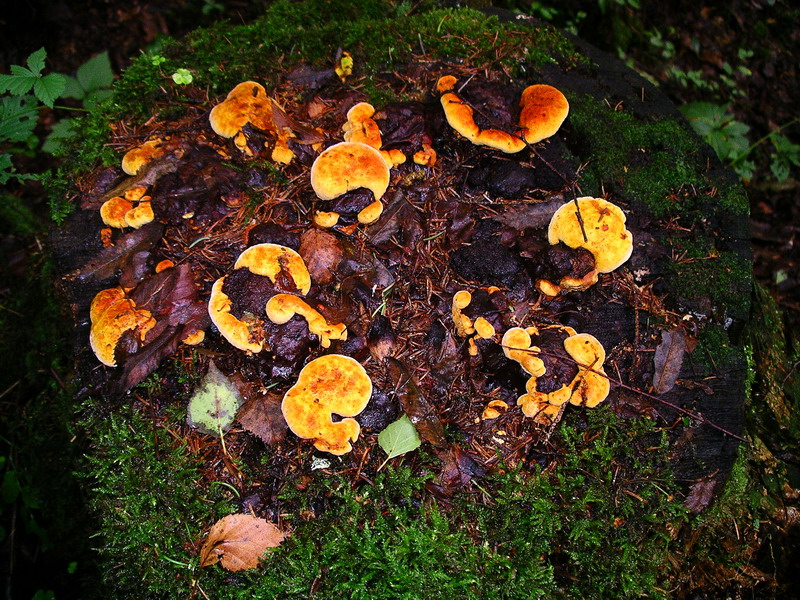